# Национальный орден Бенина
Национальный орден Бенина (фр. Ordre national du Bénin; до 1986 года — Национальный орден Дагомеи, фр. Ordre national du Dahomey) — высшая государственная награда Бенина.

## История
Национальный орден Дагомеи учреждён законом № 60-26 от 21 июля 1960 года с предназначением вознаграждать граждан Дагомеи за выдающиеся заслуги в гражданской и военной службе на пользу нации. Орденом также могут награждаться иностранные граждане.
Законом № 86-010 от 26 февраля 1986 года Национальный орден Дагомеи был реформирован с изменением названия на Национальный орден Бенина. Также был изменён внешний вид орденских знаков в соответствие с государственными символами Народной Республики Бенин.
В связи с отменой в стране социалистического курса, смены названия страны и принятия в 1990 году новых государственных символов статут и внешний вид знаков ордена были также изменены. Последние значительные изменения в статуте ордена произведены законом № 94-029 от 3 июня 1996 года.
Великим магистром ордена является действующий президент страны. Текущие дела ордена находятся в ведении Великой канцелярии национальных орденов во главе с Великим канцлером. Кандидатуры к награждению рассматриваются в Совете ордена, после чего представляются на утверждение Великому магистру.

## Степени ордена
Национальный орден Бенина подразделяется на 5 степеней:
 Кавалер Большого креста (фр. Grand'croix) — знак на широкой ленте через плечо и звезда на левой стороне груди;
 Великий офицер (фр. Grand officier) — знак на ленте с розеткой, на левой стороне груди и звезда на правой стороне груди;
 Командор (фр. Commandeur) — знак на ленте, носимый на шее;
 Офицер (фр. Officier) — знак на ленте с розеткой, носимый на левой стороне груди;
 Кавалер (фр. Chevalier) — знак на ленте, носимый на левой стороне груди.

## Условия награждения
Награждения производятся последовательно, начиная с кавалерской степени.
Представленными к награждению орденом могут быть лица, отличившиеся особыми заслугами в течение не менее 10 лет государственной гражданской или военной службы. Кандидаты к награждению не должны быть моложе 30 лет и юридически не ограничены в гражданских правах. В исключительных случаях эти требования могу игнорироваться.
Статут ордена устанавливает ограничение на число ежегодных награждений Национальным орденом. Законом № 94-029 от 3 июня 1996 года установлена следующая ежегодная квота: кавалеров — 50, офицеров — 30, командоров — 20, великих офицеров — 6, кавалеров Большого креста — 2. В экстраординарных случаях позволено превышать эту квоту. Награждения иностранцев также освобождены от ограничений.
В исключительных случаях орден может быть пожалован посмертно.
В случае неподобающего поведения награждённые могут быть лишены ордена.
Новоизбранный президент  при вступлении в должность принимает на себя звание Великого магистра ордена и жалуется Большим крестом ордена. Для Великого магистра ордена установлено особое отличие — орденская цепь.

## Знаки ордена
Знак ордена (1960—1986) — позолоченный пятиконечный с раздвоенными концами крест чёрной эмали. В углах креста — разновеликие лучи (штралы). В центре лицевой стороны знака круглый позолоченный медальон, окружённый лавровым венком. В центральной части медальона — элементы герба Дагомеи: плывущая по волнам лодка, над которой две перекрещенные мотыги и лук с натянутой тетивой и наложенной стрелой. Оборотная сторона знака гладкая без эмалей. В центре оборотной стороны круглый позолоченный медальон с широким ободком. В центральной части медальона — надпись в 3 строки «FRATERNITE / JUSTICE / TRAVAIL». На ободке медальона разделённые точками надписи: в верхней части — «REPUBLIQUE DU DAHOMEY», в нижней части — «1960». К верхнему лучу знака крепится кольцо для орденской ленты.
Знак ордена (1986—1990) — позолоченный пятиконечный с раздвоенными концами крест красной эмали. В углах креста — разновеликие лучи (штралы). В центре лицевой стороны знака позолоченный медальон в виде герба Народной Республики Бенин. Оборотная сторона знака гладкая без эмалей. В центре оборотной стороны круглый позолоченный медальон с узким ободком и надписью в 4 строки «REPUBLIQUE / POPULAIRE / DU / BENIN». К верхнему лучу знака крепится кольцо для орденской ленты.
Знак ордена (с 1991) — позолоченный пятиконечный с раздвоенными концами крест светло-зелёной эмали. В углах креста — разновеликие лучи (штралы). В центре лицевой стороны знака круглый позолоченный медальон с широким ободком. В центральной части медальона — элементы старого герба Дагомеи: плывущая по волнам лодка, над которой две перекрещенные мотыги и лук с натянутой тетивой и наложенной стрелой. На ободке медальона: в нижней части — развивающаяся лента с надписью «FRATERNITE • JUSTICE • TRAVAIL», в верхней части — надпись «REPUBLIQUE DU BENIN». Оборотная сторона знака гладкая без эмалей. В центре оборотной стороны круглый позолоченный медальон без ободка. В центре медальона — окружённый лавровым венком зелёной эмали треугольный (старофранцузский) геральдический щит зелёной, красной и жёлтой эмалей (в виде государственного флага Бенина) К верхнему лучу знака крепится кольцо для орденской ленты.
Размеры знаков кавалеров и офицеров — 45 мм, командоров и великих офицеров — 60 мм, кавалеров Большого креста — 70 мм.
Звезда ордена повторяет внешним видом знак ордена, но лучи в углах креста — серебряные с «алмазной» огранкой. Диаметр звезды — 90 мм.
Лента ордена (1960—1986 и с 1991 года) — шёлковая муаровая тёмно-красного (гранатового) цвета. По центру проходит полоска красного цвета шириной 2 мм, окружённая с обеих сторон полосками жёлтого и зелёного цвета шириной 1 мм каждая.
Лента ордена (1986—1990) — шёлковая муаровая тёмно-красного (гранатового) цвета. По центру проходит полоска зелёного цвета шириной 5 мм.
К ленте офицера крепится розетка из такой же ленты. Ширина ленты Большого креста — 101 мм, остальных степеней — 37 мм.